# Jane Wymark
Jane Wymark est une actrice britannique, née le 31 octobre 1952 à Paddington. Elle est la fille de l'acteur Patrick Wymark. 

## Biographie
Elle-même est célèbre pour avoir joué Morwenna Whitworth dans la série de la BBC, Poldark, diffusée dans les années 1970. De 1997 à 2010, elle incarne le personnage de Joyce Barnaby dans l'épisode pilote et les 13 premières saisons de la série télévisée Inspecteur Barnaby (Midsomer Murders), diffusée sur ITV. On a également pu la voir dans des téléfilms comme Inspecteur Frost, Dangerfield, Lovejoy et Pie in the Sky.

## Filmographie
| 2010 | Inspecteur Barnaby - Saison 13            | Joyce Barnaby      | 1,9 |
| 2009 | Inspecteur Barnaby - Saison 12            | Joyce Barnaby      | 1,9 |
| 2008 | Inspecteur Barnaby - Saison 11            | Joyce Barnaby      | 1,9 |
| 2007 | Inspecteur Barnaby - Saison 10            | Joyce Barnaby      | 1,9 |
| 2006 | Sinchronicity - Saison 1 1 Episode 4      | Wendy              | -   |
| 2005 | Inspecteur Barnaby - Saison 9             | Joyce Barnaby      | 1,9 |
| 2004 | Inspecteur Barnaby - Saison 8             | Joyce Barnaby      | 1,9 |
| 2003 | Inspecteur Barnaby - Saison 7             | Joyce Barnaby      | 1,9 |
| 2003 | Inspecteur Barnaby - Saison 6             | Joyce Barnaby      | 1,9 |
| 2002 | Inspecteur Barnaby - Saison 5             | Joyce Barnaby      | 1,9 |
| 2000 | Inspecteur Barnaby - Saison 4             | Joyce Barnaby      | 1,9 |
| 1999 | Inspecteur Barnaby - Saison 2             | Joyce Barnaby      | 1,9 |
| 1999 | Inspecteur Barnaby - Saison 3             | Joyce Barnaby      | 1,9 |
| 1998 | Inspecteur Barnaby - Saison 1             | Joyce Barnaby      | 1,9 |
| 1997 | Inspecteur Barnaby - Saison 0 1 Episode 1 | Joyce Barnaby      | -   |
| 1977 | Poldark - Saison 2                        | Morwenna Whitworth |     |